# Paramelomys
Paramelomys är ett släkte av gnagare i familjen råttdjur. Taxonet etablerades 1936 som undersläkte till Melomys. Det godkändes i början inte av alla zoologer och betraktades ofta som synonym till Melomys. I samband med en revision blev Paramelomys 1996 upphöjd till släkte.
Wilson & Reeder (2005) och IUCN listar nio arter i släktet som förekommer på Nya Guinea:
- Paramelomys gressitti lever i ett mindre område på östra Nya Guinea.
- Paramelomys levipes finns i låglandet på sydöstra Nya Guinea.
- Paramelomys lorentzii förekommer på södra Nya Guinea.
- Paramelomys mollis hittas i öns centrala bergland.
- Paramelomys moncktoni finns i låglandet på östra Nya Guinea.
- Paramelomys naso lever i låglandet på sydvästra Nya Guinea.
- Paramelomys platyops hittas nästan på hela ön.
- Paramelomys rubex förekommer i öns centrala bergland.
- Paramelomys steini är bara känd från ett mindre område i västra delen av ön.

Arterna är nära släkt med andra råttdjur från den australiska regionen och därför listas släktet i Uromys-gruppen inom underfamiljen Murinae.